# Ingo Weißenborn
Ingo Weißenborn (* 29. November 1963 in Bernburg an der Saale) ist ein ehemaliger deutscher Fechter.

## Leben
Bis 1990 focht Weißenborn für die DDR und den ASK Vorwärts Potsdam. 1991 wechselte er zum Fecht-Club Tauberbischofsheim.

## Erfolge
Bei den Fechtweltmeisterschaften 1983 gehörte er als Ersatzmann der DDR-Mannschaft an, die im Florettfinale gegen die Mannschaft der Bundesrepublik im Finale verlor. Bei den Fechtweltmeisterschaften 1986 gewann er mit der Mannschaft der DDR Bronze.
Nach der Wiedervereinigung Deutschlands wurde der nur 1,68 m große Fechter bei den Fechtweltmeisterschaften 1991 Florettweltmeister und gewann mit der Mannschaft Silber. Bei den Olympischen Spielen 1992 in Barcelona gewann Ingo Weißenborn mit der Mannschaft Gold zusammen mit den beiden Bonnern Alexander Koch und Ulrich Schreck, sowie mit den Tauberbischofsheimern Udo Wagner und Thorsten Weidner. Dafür erhielt er am 23. Juni 1993 das Silberne Lorbeerblatt.
Bei den Fechtweltmeisterschaften 1993 gewann die Mannschaft mit Uwe Römer statt Ulrich Schreck den Weltmeistertitel.

## Trainer
Von 2004 bis 2009 war Weißenborn Bundestrainer. Von 2012 bis 2019 war er Trainer im BSFZ Südstadt, ab Herbst 2020 beim TSV Neu-Ulm und ab 2022 war er wieder Trainer in Tauberbischofsheim.

## Auszeichnungen
- Träger des Silbernen Lorbeerblattes